# Circo equestre Za-bum
Pour plus de détails, voir Fiche technique et Distribution.
Circo equestre Za-bum est une comédie italienne à sketches réalisée par Mario Mattoli et sortie en 1944. Tourné à Rome en 1944, pendant l'occupation allemande, dans la clandestinité, le film est divisé en six épisodes et le cirque du titre sert de prétexte aux ouvriers qui n'ont pas adhéré à la République sociale italienne pour continuer à travailler à Rome. Les autres films tournés dans la capitale à cette époque sont I dieci comandamenti de Giorgio Walter Chili, La Porte du ciel de Vittorio De Sica et Quartetto pazzo de Guido Salvini. Le film est aujourd'hui introuvable.

## Synopsis

### Contatti telefonici
À la suite d'un contact téléphonique, la conversation entre une dame et son prétendant est entendue par un inconnu. L'inconnu, après s'être présenté au prétendant, se fait passer pour son mari et, lorsqu'il raccroche le téléphone, il fixe un rendez-vous avec la dame, auquel il ne se présente pas, de sorte que la femme se rend compte qu'elle peut être courtisée sans trop de difficultés.

### Dalla finestra
Un prétendant s'introduit dans la maison d'une femme mariée en profitant d'une fenêtre laissée ouverte. Lorsque le mari arrive à la maison, le prétendant se fait passer pour un voleur, mais la situation se complique lorsqu'un véritable voleur entre dans la maison. Le mari ne sait plus qui est le voleur ou le prétendant et, les croyant tous deux prétendants de sa femme, il laisse partir le vrai voleur, qui s'avère être un gentleman.

### Il tranviere
Un conducteur de tramway se querelle et discute avec une dame, ralentissant ou bloquant le service. Au prochain arrêt, un passager, deux coursiers et un chef de bureau attendent en vain le véhicule. Lorsque le tramway arrive enfin à l'arrêt, une sympathie mutuelle s'est développée entre le conducteur et la dame, tandis que les passagers commencent eux aussi à discuter vivement, soulignant les différences sociales qui existent entre eux.

### Gelosia
Deux jeunes gens s'aiment, mais sont rongés par la jalousie et ne peuvent se comprendre en raison de leurs caractères différents. Lorsque la femme s'enfuit, le jeune homme se rend compte de ses véritables sentiments et le couple se réconcilie.

### Il postino
Un facteur rentre chez lui à la fin de sa journée de travail en espérant se reposer, mais dans l'appartement voisin, une jeune femme qui donne des cours de piano continue à faire des gammes et des solfèges même pendant le déjeuner et le dîner. L'irritation se transforme en dépression nerveuse et le facteur se dispute d'abord avec sa famille, puis les soirs suivants, il organise avec ses enfants une grande bagarre pour faire cesser la pianiste. Lorsqu'il découvre que la jeune fille joue toujours le même morceau au piano parce qu'il lui rappelle son fiancé supposé mort à la guerre, le facteur se rend compte qu'il lui reste une dernière lettre recommandée à distribuer, qui est précisément celle de son fiancé. La paix est alors faite et la femme est invitée à dîner avec sa famille pour se réconcilier.

### Galoppo finale al circo
Sur la scène d'un cirque, comme sur la passerelle d'un théâtre, défilent des acteurs célèbres, des danseurs, des trapézistes déguisés en cavaliers, des Romains de l'Antiquité et des danseuses.

## Fiche technique
- Titre : Circo equestre Za-bum[2]
- Réalisation : Mario Mattoli
- Scénario : Mario Mattoli, Marcello Marchesi et Vittorio Metz
- Photographie : Carlo Montuori
- Société de production : Titanus
- Pays de production :  Royaume d'Italie
- Langue originale : italien
- Format : Noir et blanc - 1,37:1 - Mono
- Genre : comédie à sketches
- Durée : 85 minutes
- Date de sortie : 
  - Royaume d'Italie : avril 1944[3],[4] ; 11 mars 1949[2]

## Distribution
Contatti telefonici
- Isa Pola : la dame
- Roldano Lupi : le beau
- Carlo Ninchi : l'étranger

Dalla finestra
- Roldano Lupi : le prétendant
- Alida Valli : la femme mariée
- Enrico Viarisio : le mari
- Carlo Campanini : le voleur

Il tranviere
- Aldo Fabrizi : le conducteur de tramway
- Alida Valli : la dame
- Luigi Pavese : le chef de bureau
- Vinicio Sofia : un garçon de courses

Gelosia
- Vera Carmi : la jeune femme
- Galeazzo Benti : le jeune homme

Il postino
- Aldo Fabrizi : le facteur
- Alida Valli : la jeune femme

Galoppo finale al circo
- Isa Pola
- Vera Carmi
- Galeazzo Benti
- Roldano Lupi
- Carlo Ninchi
- Luigi Pavese
- Vinicio Sofia
- Ada Dondini
- Elsa Camarda (it) (sous le nom de « Mara Landi »)
- Ave Ninchi
- Mirella Pardi
- Nino Pavese (it)
- Franco Scandurra (it)
- Alberto Sordi
- Leopoldo Valentini
- Maria Zanoli